# Маріс Лієпа
Маріс Лієпа, повне ім'я Маріс-Рудольф Едуардович Лієпа (латис. Māris Liepa; *27 липня 1936, Рига — †26 березня 1989, Москва) — латвійський і радянський артист балету, балетний педагог та кіноактор. Народний артист Латвійської РСР (1968). Лауреат Ленінської премії (1970). Народний артист СРСР (1976).

## Життєпис
Закінчив Ризьке і Московське хореографічне училище (1955). В 1960—1982 рр. був солістом Большого театру в Москві. Багато знімався у кіно і на телебаченні.
Грав в українських телефільмах: «До розслідування приступити» («Наклеп», 1987, 2 а), «Дорога до пекла» (1988, 2 с, Отто Штімер).
Похований на Ваганьковському кладовищі. Про нього знято документальну стрічку «Маріс Лієпа» (1972).

### Особисте життя
- Перша дружина — Майя Плісецька (1925—2015), прима-балерина Большого театру СРСР у 1948—1990 рр, народна артистка СРСР (1959) (1956, прожили у шлюбі 3 місяці). Про цей шлюб Плісецька публічно не згадувала.
- Друга дружина — Маргарита Іванівна Жигунова (нар. 1937), акторка Московського драматичного театру ім. О. Пушкіна.
  - Син — Андріс Лієпа (нар. 1962), артист балету, театральний режисер і продюсер, народний артист РФ (2009).
  - Дочка — Ілзе Лієпа (нар. 1963), балерина, акторка, народна артистка РФ (2002).
- Третя дружина — Ніна Львівна Семизорова (нар. 1956), балерина Большого театру СРСР, балетна педагогиня, народна артистка РРФСР (1985) (одружився в 1980, відразу після розлучення з М. Жигуновою, розлучився в 1985).
- Четверта дружина (громадянський шлюб) — Євгенія Миколаївна Шульц, художниця по костюмах.
  - Дочка — Марія Лієпа (нар. 1979), російська акторка театру і кіно, оперна співачка.

## Фільмографія
- «Новорічний календар» (1965, музичний фільм)
- «Гамлет» (1969, фільм-балет, Гамлет)
- «Могила лева» (1971, Всеслав, князь полоцький)
- «Четвертий» (1972, Джек Уїллер (озвучує В'ячеслав Тихонов)
- «Ім'я твоє» (1974, фільм-балет; Анрі)
- «В одному мікрорайоні» (1976, Яуніс Берзінь, відомий артист балету, керівник драмгуртка)
- «Галатея» (1977, професор Генрі Хіггінс)
- «Горіх Кракатук» (1977, Мишиний Король, Лускунчик, Радник (співає М. Боярський)
- «Спартак» (1975—1977, фільм-балет, Красс)
- «Бенефіс Людмили Гурченко» (1978, Каде, Грабіжник, Перукар, Тореро, Чернець, Пірат, Секретар суду)
- «Великий балет» (1980, фільм-балет)
- «Дитинство Бембі» (1985, батько Бембі)
- «Юність Бембі» (1986, батько Бембі)
- «Пригоди Шерлока Холмса і доктора Ватсона: Двадцяте століття починається» (1986, полковник Валентайн Волтер)
- «Міф» (1986, Юрій)
- «Лермонтов» (1986, Микола I)
- «До розслідування приступити» (1987, «Наклеп», 2 а, Хрунін; Кіностудія ім. О. Довженка)
- «Корабель» (1988, Штоль)
- «Дорога до пекла» (1988, 2 с, Отто Штімер; Кіностудія ім. О. Довженка)

Участь у фільмах:
- «СРСР з відкритим серцем» (1961, документальний)
- «Майя Плісецька» (1964, документальний)
- «Маріс Лієпа» (1971, документальний)
- «Я починаю новий монолог» (1981, документальний)
- «Балет від першої особи» (1987, документальний)